# Сиверс, Петер Феликс фон
Петер Феликс фон Сиверс (нем. Peter Felix von Sivers; 12 марта 1807 — 10 марта 1853, Выборг) — русско-немецкий художник-портретист.

## Биография
Родился в 1807 году в Лифляндской губернии. Выходец из дворянского рода Сиверсов. Второй из шести детей помещика Фридриха Августа фон Сиверса и его второй жены Юлии Вильгельмины Софии, урождённой баронессы Клодт фон Юргенсбург (1770—1823).
В молодости служил в армии в 13-м Нарвском гусарском полку, но вышел в отставку в чине поручика. Женился на Оттилии Агнете фон Клот (1811–1864), дочери Густава Рейнгольда фон Клот-Гейденфельда (1780–1855) и его жены Анны Фридерики, урожденной фон Фегезак (1781–1863). В этом браке родилось двое детей: сын Эрнст Роберт (1839–1917), и дочь Гедвига Эмма (1843), скончавшаяся в младенчестве. 
Решив посвятить себя занятиям живописью, фон Сиверс в 1845 году отправился в Европу. Посещал уроки живописи в Академиях художеств Дюссельдорфа, Антверпена, Дрездена, и, предположительно, Берлина.
После возвращения на родину, в 1849 году поселился в Дерпте, где стал работать, как художник-портретист.
Скончался фон Сиверс в 1853 году в Выборге.
В собрании Эстонского художественного музея хранятся несколько портретов кисти художника.

## Работы Сиверса из собрания Эстонского художественного музея

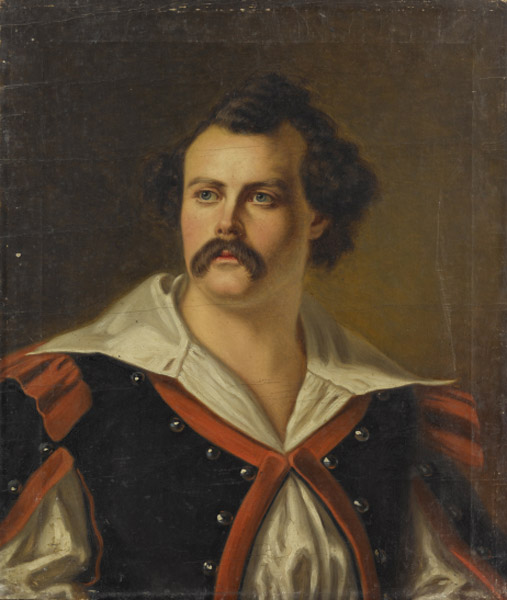
Мужской портрет
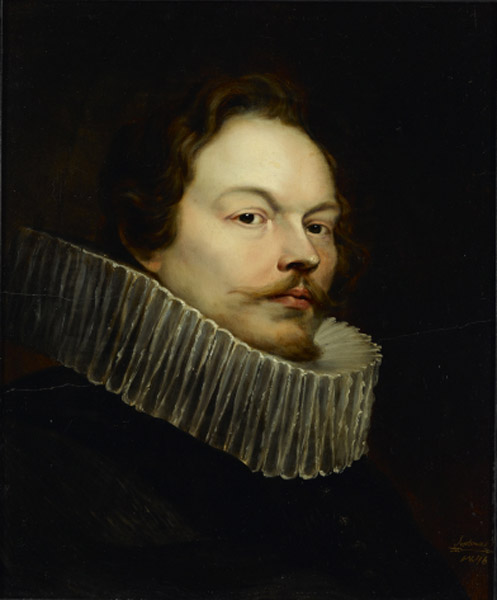
Мужской портрет, 1846
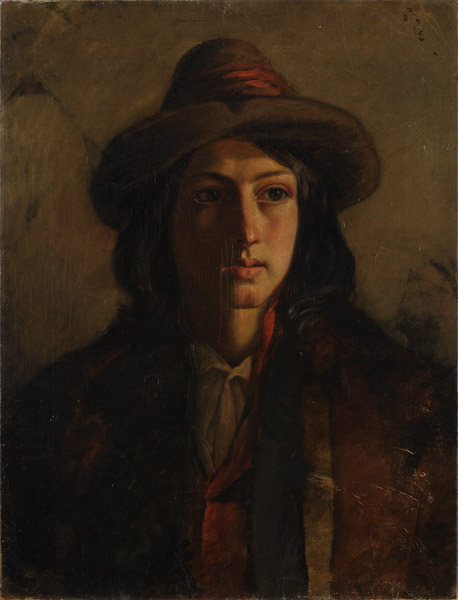
Портрет молодого человека в плаще и шляпе
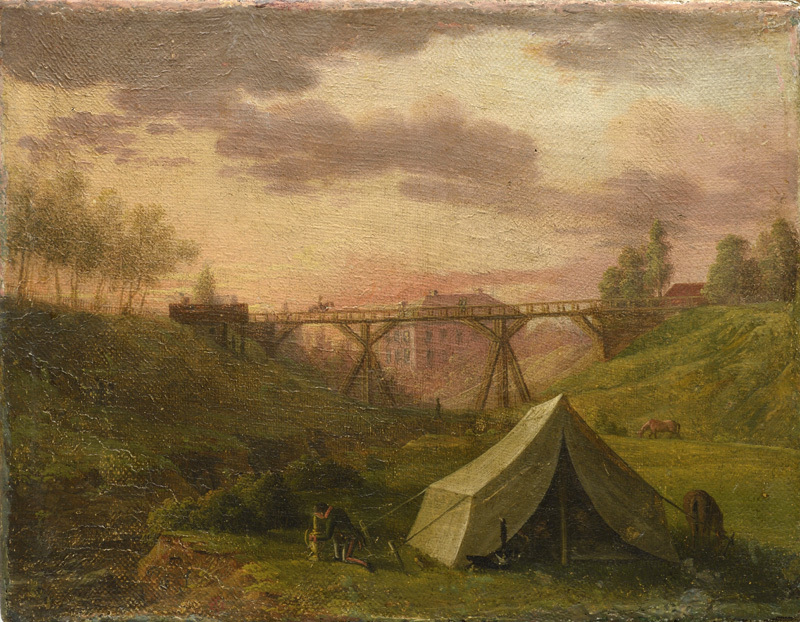
Пейзаж с офицерской палаткой
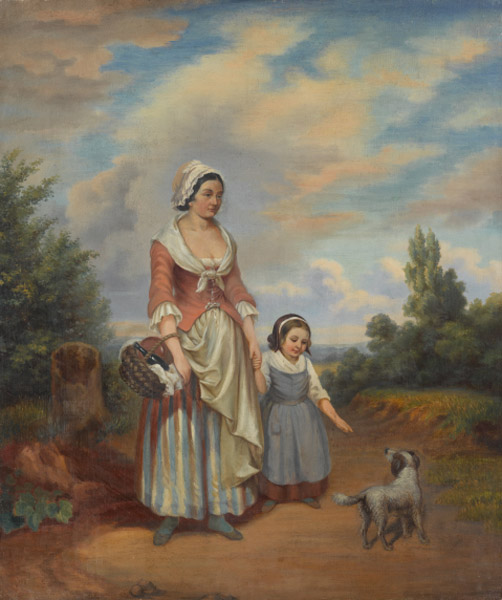
Женщина с ребёнком и собакой
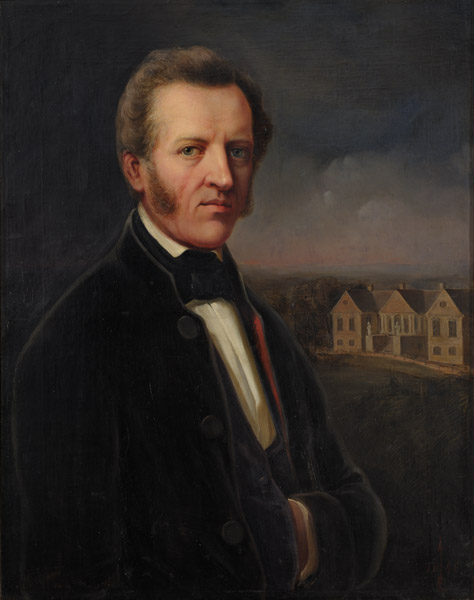
Портрет отца